# 서울노원경찰서
서울노원경찰서(서울蘆原警察署, Seoul Nowon Police Station)는 서울특별시경찰청이 관할하는 경찰서 중 하나이다. 서울특별시 노원구 일원을 관할한다. 서울특별시 노원구 노원로 283 (하계동)에 위치하고 있다.
서장은 총경으로 보한다.

## 연혁
- 1990년 10월 5일 개서 / 중랑, 북부경찰서에서 분할, 19개 파출소로 노원구 24개동(洞) 관할
- 1991.11.01. 관할 변경 / 도봉경찰서 개서로 7개 파출소(수락, 상계1, 2, 6, 7, 8, 9)가 도봉경찰서로 이관
- 1993.12.01. 하계2파출소 신설
- 1996.12.10. 중계본동파출소 신설
- 1997.01.10. 월계4파출소 신설
- 1998.10.30. 하계1파출소 신설
- 1997.01.10. 불암파출소 폐지
- 1997.07.01. 신상계파출소 폐지
- 2003.06.01. 지역경찰 운영체계 혁신안에 의거 4개 지구대 14파출소 치안서비스센터로 조직개편 / 하계지구대(중계3파출소) → 중계3, 하계1, 하계2파출소 관할 화랑지구대(공릉1파출소) → 공릉, 공릉1, 공릉2파출소 관할 월계지구대(월계2파출소) →월계, 월계2, 월계3, 월계4파출소 관할 불암지구대(중계파출소) → 중계, 붕계본, 상계3, 상계4파출소 관할 14개 파출소는 치안서비스센터로 운영
- 2003.12.18. 경무과 민원봉사실 → 청문감사관 민원봉사실로 이관 / 방범과 → 생활안전과, 방범계 → 생활안전계, 방범지도계 → 생활질서계로 명칭 변경 / 수사과 경력계 신설
- 2006.03.01. 서울노원경찰서 관할로 변경되어 서울노원경찰서가 노원구 전체의 치안을 담당 ※ 도봉경찰서 마들지구대, 상계1·2·7·8·9 치안센터가 노원경찰서로 편입 → 총 5개지구대 15개 치안센터 운영 당현지구대 → 상계2, 상계6, 상계7 관할 월계지구대 → 월계, 월계3, 월계4 치안센터 관할 화랑지구대 → 공릉, 공릉2, 하계1, 하계2 치안센터 관할 불암지구대 → 상계3, 상계4, 중계본동치안센터 관할 마들지구대 → 상계1, 상계8치안센터 관할로 변경, 시행
- 2006.05.01. 노원역지구대 신설 / 당현지구대 → 하계1, 하계2 관할 월계지구대→ 월계, 월계3, 월계4 치안센터 관할 화랑지구대 → 공릉, 공릉2, 치안센터 관할 불암지구대 → 상계3, 상계4, 중계본동치안센터 관할 마들지구대 → 상계1, 상계8치안센터 관할 노원역지구대 → 상계2, 상계7치안센터 관할로 변경, 시행
- 2006.07.20. 보안과 신설(정보보안과 → 정보과, 보안과)
- 2007.12.21.월계지구대 개축 / 이전 월계지구대(월계4) → 월계4동 320-4 월계치안센터 → 월계1동 411 월계2치안센터 → 월계2동 596 월계3치안센터 → 월계3동 15-2
- 2008.12.11. 화랑지구대 개축
- 2008.12.16. 마들지구대 개축
- 2010.05.10. 불암파출소, 마들파출소, 당고개파출소, 상계1파출소 개소
- 2012.10.15. 여성청소년과 신설 / 경찰서 총 10개 과
- 2013.06.10. 불암파출소, 마들파출소 → 불암지구대, 마들지구대 승격 / 총 6개 지구대, 2개 파출소
- 2017.12.27. 경비교통과→ 경비과, 교통과로 분리 / 경찰서 총 11개 과
- 2018.12.15. 외사계 개소
- 2021.01.01. 경찰청 직제 개정에 따라 보안과 외사계 → 공공안녕정보외사과 외사계로 이관 / 112종합상황실 → 112치안종합상황실, 정보과 → 공공안녕정보외사과, 정보계 → 공공안녕정보계, 보안과 → 안보과, 보안1계 → 안보지원계, 보안2계 → 안보협력계로 명칭 변경
- 2023.10.30. 112종합상황실&생활안전과 통합 → 범죄예방대응과, 경비&안보과 통합 → 경비안보과, 정보과  → 치안정보과(외사계 폐지), 수사심사관 폐지
- 2024.08.13. 여성청소년계 → 여성보호계와 청소년보호계로 분리

## 조직
| - 부속실 - 청문감사관 - 112종합상황실 - 경무과 | - 여성청소년과 - 수사과 - 형사과 - 경비과 | - 교통과 - 정보과 - 보안과 |

## 관할 파출소 및 지구대
서울노원경찰서는 6개 지구대와 2개 파출소를 산하에 두고 있다.
| 명칭         | 사진 | 주소                    | 관할구역             | 치안센터                                 |
| ------------ | ---- | ----------------------- | -------------------- | ---------------------------------------- |
| 당현지구대   |      | 노원로17길 64 (중계동)  | 중계2·3동, 하계1·2동 | 하계1치안센터 하계2치안센터              |
| 월계지구대   |      | 월계로55길 58 (월계동)  | 월계1·2·3동          | 월계치안센터 월계2치안센터 월계3치안센터 |
| 화랑지구대   |      | 동일로 1034 (공릉동)    | 공릉1·2·3동          | 공릉2치안센터 공릉치안센터               |
| 노원역지구대 |      | 노원로 431 (상계동)     | 상계2·6·7동          | 상계2치안센터                            |
| 불암지구대   |      | 한글비석로 277 (중계동) | 중계본·1·4동         | 중계본동치안센터                         |
| 마들지구대   |      | 한글비석로 489 (상계동) | 상계5·8·9·10동       | 상계8치안센터                            |
| 당고개파출소 |      | 상계로 221 (상계동)     | 상계3·4동            | 상계4치안센터                            |
| 상계1파출소  |      | 동일로 1693 (상계동)    | 상계1동              |                                          |

## 같이 보기
- 서울특별시지방경찰청